# 미술 속 그리스도의 삶

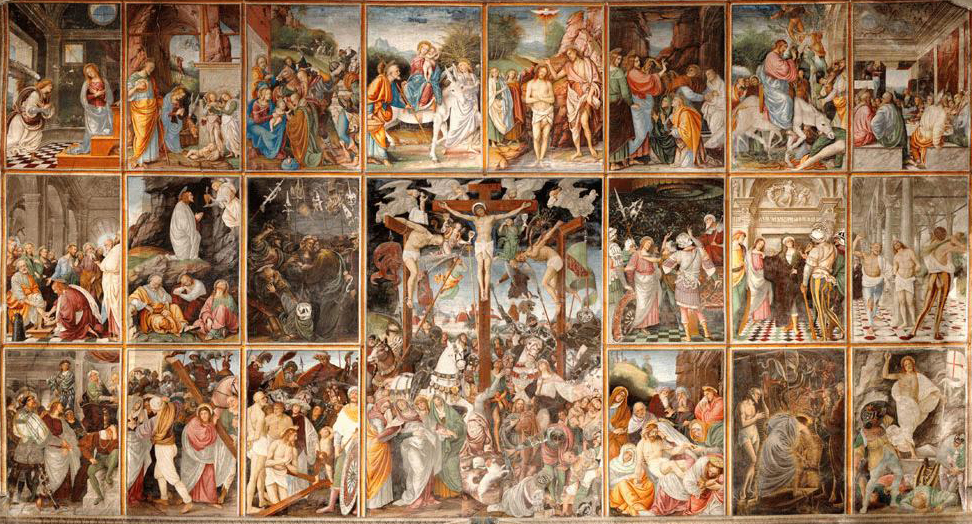
성모 영보에서 부활까지 21장면의 프레스코 속 16세기 이탈리아 주기: 상행: 성모 영보 대축일, 출생, 세 동방 박사의 방문, 이집트로의 여행, 그리스도의 세례, 나사로의 조달, 예루살렘 입장, 최후의 만찬. 중행: 피트의 세척, 정원 속 고뇌, 그리스도의 체포, 빌라도, 산헤드린 이전 재판, 빌라도 이전 재판, 채찍질. 하행: 에케 호모, 십자가를 짊, 십자가형, 십자가에서의 증착, 지옥의 참혹함, 부활.

땅 위에서의 예수의 삶을 해설하여, 장엄함 속 예수, 또는 많은 종류의 이야기 요소 없는 초상화나 신앙 주제 등, 그리스도의 영생을 보여주는 미술 분야에서의 많은 다른 주제들과 구별되며, 종종 매체의 다양한 연속 또는 작품의 순환으로 분류되는, 기독교 미술 속 이야기 순환으로서의 그리스도의 삶은 수많은 다른 주제들을 포함한다. 이야기의 순환을 형성하는 주제의 대부분은 크게 변화하는 빈도이지만, 또한 개별 작품의 주제였다. 약 1000년, 중세의 나머지 장면의 선택은 크게 서부와 동부 교회에 정착되었으며, 주로 교회 달력에 축하의 주요 절기에 근거했다.

## 같이 보기
- 예수의 연대기
- 복음서 조화
- 기독교 속 예수
- 신약 이야기 목록
- 예수의 공생애
- 성경의 연표